# Arenc
Arenc är en stadsdel och ett administrativt kvarter (quartier) i norra delen av 2:a arrondissementet i den franska staden Marseille. Arenc omfattar stora delar av Marseilles moderna hamnkvarter i västra delen av staden och är tillsammans med grannstadsdelen La Joliette centrum för det stora stadsförnyelseprojektet Euroméditerranée.
Vid hamnen ligger bland annat järnvägsstationen Gare d'Arenc-Euroméditerranée och skyskrapan Tour CMA-CGM.